# マーティン・ヘンリクソン
マーティン・ヘンリクソン (Hans Martin Knut Henriksson、1974年10月30日 - )は、スウェーデン出身のヘヴィメタルミュージシャン。ダーク・トランキュリティの元メンバーであり、メインソングライターとなっていた。ダーク・トランキュリティでは、当初ベーシストであったが、後にギタリストに転向している。

## 略歴
1989年に、セプティック・ブロイラー (Septic Broiler)をアンダース・フリーデン、ミカエル・スタンネ、ニクラス・スンディン、アンダース・ジヴァープと共に結成。担当楽器は、ベース。セプティック・ブロイラーがダーク・トランキュリティ (Dark Tranquillity)に改名した後も、引き続きベースを担当した。1999年にギタリストのフレドリック・ヨハンソンが脱退したのを機に、ギタリストに転向した。ベーシストにはルシフェリオンのギタリスト、マイケル・ニクラソンが加入した。マーティンは、ダーク・トランキュリティでは唯一全てのアルバムの作曲クレジットに載っているメンバーである。
ダーク・トランキュリティの他のメンバーは他バンドに参加したことがあるが、マーティンはダーク・トランキュリティと、前身のセプティック・ブロイラーが唯一の参加バンドである。
2016年3月末、ダーク・トランキュリティからの脱退を発表した。脱退の理由は、音楽を演奏することへの情熱を失ってしまったから。

## スタイル
ダーク・トランキュリティで、マーティンはリズムとメロディーの両方を演奏している。マーティンは滑らかな演奏スタイルを持つギタリストとして知られており、荒々しい演奏スタイルのもう一人のダーク・トランキュリティのギタリスト、ニクラス・スンディンと対比される。マーティンは、基本的にはソロを演奏することは無く、ソロはニクラスが弾いている。例外の例として、『Focus Shift』(『Fiction』収録)と『Lost to Apathy』(『Character』収録)が挙げられる。この曲では、マーティンはそれ程早くないソロパートを弾いている。マーティンのリフはしばしばピック・スライドやハーモニクスで補完されている。マーティンはベースを弾いていた時からメロディも演奏をしていた。

## 機材
マーティンのステージでの主な使用機材は、Gibson ExplorerとGibson Les Paul Studio Liteである。マーティンは以前は、Rocktron Prophesyのラックマウントプリアンプを使用していたが、ダーク・トランキュリティの6thアルバム『Damage Done』に伴うツアーの後、ダーク・トランキュリティのもう一人のギタリスト、ニクラス・スンディンと揃って、Peavey5150とMesa/Boogie Dual Rectifier プリアンプをベリンガー V-AMP2 modeling processorsと共に使用するようになった。9thアルバム『We Are the Void』のメイキング・オフでは、Peavey 6505を披露した。